# Туркий Руфий Апрониан Астерий
Флавий Туркий Руфий Апрониан Астерий (на латински: Flavius Turcius Rufius Apronianus Asterius) e политик и романски литерат по времето на остготите.

## Биография
Произлиза от фамилията Turci Aproniani, смесена с Rufii.
Той е vir clarissimus, служи като comes domesticorum protectorum и получава ранг на vir inlustris. След това е comes privatarum largitionum, през 494 става praefectus urbi и patricius. През 494 г. той е консул заедно с Флавий Президий.
Пише епиграми.